# Original Plumbing
Original Plumbing, également connu sous le nom d' OP, est un magazine trimestriel axé sur la culture et le mode de vie des hommes transgenres. Le magazine est lancé en septembre 2009 dans la région de la baie de San Francisco, par les rédacteurs en chef Amos Mac (en) et Rocco Kayiatos. Le magazine a ensuite été publié et distribué à partir de Brooklyn, New York, et plus tard de Los Angeles, Californie. Mac et Kayiatos ont créé Original Plumbing pour apporter de la visibilité à la communauté des hommes trans. Au moment de la conception du magazine, les hommes trans étaient peu ou pas représentés à la télévision, dans les films grand public ou dans d'autres magazines axés sur les « LGB ». L'objectif d' Original Plumbing est de représenter « la vraie diversité dans la communauté trans femme-homme ; en termes de taille, d'âge, de corps, de chirurgie, d'utilisation et de non-utilisation d'hormones » . Original Plumbing est le premier magazine pour hommes trans créé par des hommes trans. Le premier numéro d'Original Plumbing, avec le thème «Chambre à coucher», était épuisé avant même sa publication en 2009 - mais Mac et Kayiatos ne savaient toujours pas comment leur magazine se porterait quand ils ont commencé. Selon Kayiatos, «Quand Amos et moi avons commencé, nous ne savions pas comment cela se passerait. En général, OP a été une expérience assez bénie et magique. Nous avons fixé tous nos objectifs pour la première année, des choses à la fois grandioses et réalisables. Tout s'est concrétisé. C'était comme si nous faisions ce que nous étions censés faire.».
Mac et Kayiatos ont décidé dès le début que le magazine aurait une édition limitée de 20 numéros. Le dernier numéro d' Original Plumbing est sorti en 2019, suivi peu de temps après par la sortie d'un livre « best of » d'anthologie, publié par Feminist Press.

## Sens du titre
Le nom du magazine fait référence au terme « plomberie d'origine » tel qu'il est utilisé par les personnes transgenres dans les publicités personnelles de Craigslist pour indiquer qu'elles n'ont pas subi de chirurgie de changement de sexe,. Selon Mac, «Nous croyons que la chirurgie et les hormones ne font pas nécessairement l'homme... C'est plus que cela. C'est peut-être une attitude, un fanfaron, un poignet mou ou simplement une conscience de soi. Inutile de dire qu'il n'y a pas qu'une seule façon d'être un homme trans.».

## Contenu
Le  contenu d'Original Plumbing comprend des conseils, des essais, des interviews, des histoires et des photographies érotiques/pornographiques. OP a été influencé par l'esthétique des magazines pour adolescents, les images de physique vintage et des magazines comme BUTT, Straight To Hell et Physique Pictorial (en) ,. En tant qu'éditeur fondateur et directeur créatif de ce projet, Mac a photographié la majorité du contenu d'Original Plumbing. Chaque numéro est thématique et en édition limitée. Le magazine mesure 8" x 10,5" lorsqu'il est ouvert, avec un nombre de pages compris entre 52 et 96 pages.

## Numéros publiés
- No. 06 The Schooled Issure
- No. 07 The Green Issue
- No. 08 The Family Issue
- No. 09 The Entertainment Issue
- No. 10 The Jock Issue
- No. 11 The Hero Issue
- No. 12 The Party Issue
- No. 13 The Atlanta Issue
- No. 14 The Board Stiff Issue
- No. 15 The Selfie Issue
- No. 16 The Lit Issue
- No. 17 The Tattoo Issue
- No. 18 The Bathroom Issue
- No. 19 The Art Issue
- No. 20 The Issues Issue

## Livre
L'anthologie Original Plumbing, qui présente le meilleur des 20 numéros, a été publiée en 2019 par Feminist Press.